# Ryan Bennett
Ryan Bennett (* 6. März 1990 in Orsett) ist ein englischer Fußballspieler, der zuletzt bei Swansea City unter Vertrag stand.

## Karriere

### Verein
Seine Profikarriere begann Bennett bei Grimsby Town. Dort absolvierte er über 100 Spiele, bevor er 2009 zu Peterborough United wechselte. 2012 folgte ein Wechsel in die Premier League zu Norwich City. Sein Debüt in der englischen ersten Liga gab Ryan Bennett am 31. März 2012 gegen FC Fulham. Nach fünf Jahren bei Norwich City wechselte er im Sommer 2017 ablösefrei zu Wolverhampton Wanderers. Nachdem er im Jahr 2020 an Leicester City verliehen worden war, wechselte er später zu Swansea City.

### Nationalmannschaft
Bennett bestritt zwei Spiele für die englische U-21-Nationalmannschaft im Rahmen der Qualifikation zur U-21-Europameisterschaft 2013.